# Mademoiselle Nathalie
Pour les articles homonymes, voir Martel.
Mademoiselle Nathalie née Zaïre Nathalie Martel, le 3 septembre 1816 au château de Combreux et morte le 17 novembre 1885 à Paris 9e, est une actrice française.

## Biographie
Fille du maitre perruquier Vaast Joseph Prosper Martel (1785-1844) et de Sophie Marie Lecuire (1791-1839), née sur la propriété du marquis de Jaucourt, elle vient toute jeune à Paris, lorsque son père vient s’y installer avec sa famille. Sa vocation théâtrale est due au hasard. Au mariage de sa sœur ainée avec un négociant qui avait le goit de la scène, celui-ci a fait représenter le Philtre champenois de Melesville et Brazier à ses noces. L’apparition de la petite Nathalie dans le rôle de Virginie Dejazet a eu un effet tel que l’avenir théâtral de l’enfant était perceptible. Entrée en carrière à l’âge de quinze ans, elle s’essaaie à l’Odéon et parait, en 1835, débute au petit théâtre Saint-Antoine, où ses débuts confirment les impressions reçues lors de la fête de famille.
Passée aux Folies-Dramatiques, en 1836, elle crée, dans la Fille de l’air, le rôle d’Azurine, qui la classe tout de suite au nombre des plus jolies actrices de Paris. Atteinte d’une grave maladie, pendant les représentations de cette féerie-ballet, elle tombe en léthargie. crue morte, on l’ensevelit, jusqu’au premier coup de marteau frappé sur son cercueil, qui la réveille. Reparue devant le public au Gymnase, ses succès sérieux commencent. Elle débute, en 1838, dans Un ange au sixième étage. Elle crée la Gitana, Lucrèce à Poitiers, Jean le Noir, le Cadet de famille, les Jolies filles de Stilbert, où elle joue le rôle d’un officier. Ses talents et son éclatante beauté la alors mettent au rang des artistes les plus en vogue de Paris.
Ayant quitté le Gymnase en 1845, elle est allée passer une saison à Londres, avant de revenir débuter au Palais-Royal, le 16 juin de la même année, moyennant le chiffre de vingt-cinq mille francs par an, dans le rôle de Dorothée de la Pêche aux beaux-pères. Elle succède alors à Déjazet et se fait remarquer dans Mademoiselle ma femme et les Pommes de terre malades, etc., avant que le Vaudeville ne l’enlève, à son tour, au Palais-Royal. À la suite d’une foule de créations brillantes, elle produit une telle sensation, en 1847, dans le Dernier Amour de Léon Guillard, que la Comédie-Française lui ouvre ses portes, avec la promesse d’une création importante : celle de Gabrielle d’Émile Augier.
Entrée aux Français le 1er janvier 1849, elle débute dans la Camaraderie de Scribe, et enchaine dans Marion Delorme de Victor Hugo, puis Une chaîne de Scribe. Elle joue d'abord les grandes coquettes, dans L'Aventurière d’Émile Augier), puis les « mères nobles », Madame de Prie dans Mademoiselle de Belle-Isle d'Alexandre Dumas, Madame Desaubier dans La joie fait peur de Delphine de Girardin, la baronne d’Il ne faut jurer de rien de Musset et trois ans après, à la suite de ses brillantes créations de Gabrielle, de l’Amitié des femmes, du Joueur de flûte et des Derniers Adieux, elle est reçue 272e sociétaire, en 1852. 
À partir de cette époque, la comédienne des théâtres de genre crée, à la maison de Molière, nombre de rôles tous marqués par son talent consommé, comme Mademoiselle de la Seiglère, le Testament de César, la Chute de Séjan, le Village, la Fiammina, Œdipe Roi, etc. Après la mort de Louise Allan, elle reçoit de droit les principaux rôles de cette artiste dans Bataille de dames, la Joie fait peur, Par droit de conquête, etc. Elle interprète également les « duègnes » et les « caractères » (Philaminte, Béline, Madame Turcaret…) Elle participe à de nombreuses créations, comme le rôle de Manon Roland dans Charlotte Corday (1850) ou Jocaste dans Œdipe Roi (1858).
En 1862, une violente altercation l'oppose à la jeune débutante Sarah Bernhardt qui aboutit au départ de cette dernière de la Comédie-Française, anecdote rapportée par Sarah Bernhardt elle-même dans ses mémoires. À la cérémonie du Malade imaginaire, Régina la jeune sœur de Sarah Bernhardt marche sur la robe de Mademoiselle Nathalie, qui réagit en bousculant vivement la fillette, qui se cogne la tête contre un angle et saigne. Scandalisée par la violence du geste, Sarah gifle la sociétaire, en l’appelant : « grosse dinde ! » Refusant de présenter des excuses, Sarah Bernhardt, privée de son rôle, donne sa démission.

Le peintre Gustave Boulanger, dont elle a été l'amie intime, a exécuté, en 1867, son portrait, qu’il a donné la Comédie Française, à la mort de l'actrice. Il n'en existe aucune trace écrite attestant les rumeurs de mariage qui ont circulé, et son acte de décès la déclare célibataire. Elle n’a pas été pas épargnée par ses contemporains, en témoigne l'épigramme peu amène de Théodore de Banville :

« Ci-git la fausse Nathalie,
Qui fausses dents à fausse natte allie. »

Elle prend sa retraite de la Comédie Française en 1876, après avoir joué Philaminte des Femmes savantes et Madame Désaubier de La joie fait peur, deux de ses plus grands succès, pour sa représentation de retraite. Morte d’une embolie au cœur, son corps a été transporté, à l’issue de ses obsèques à la Sainte-Trinité de Paris,  à Mailly-l'Église, où elle repose.

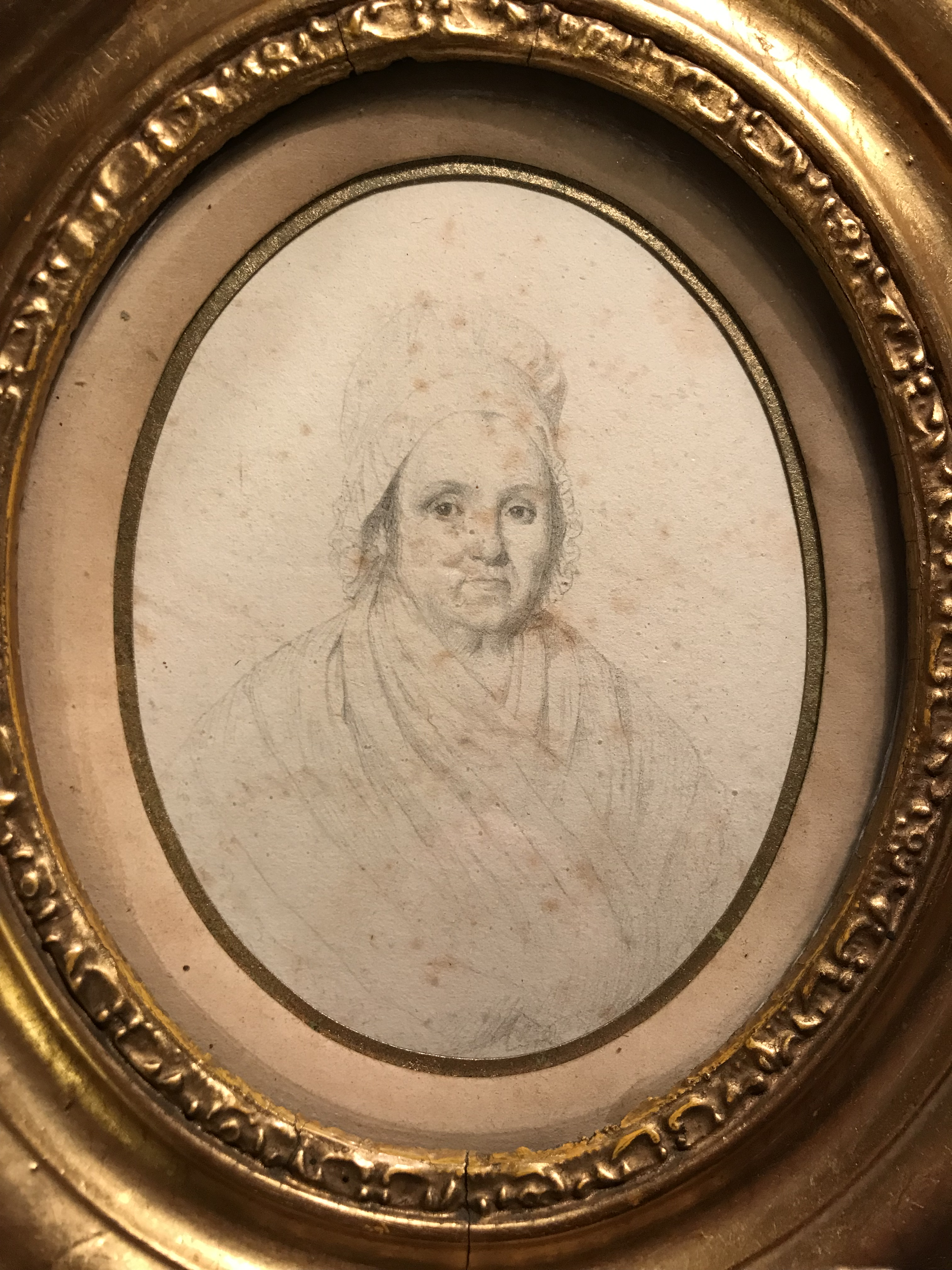
Mademoiselle Nathalie. Dessin au crayon non daté, non signé.
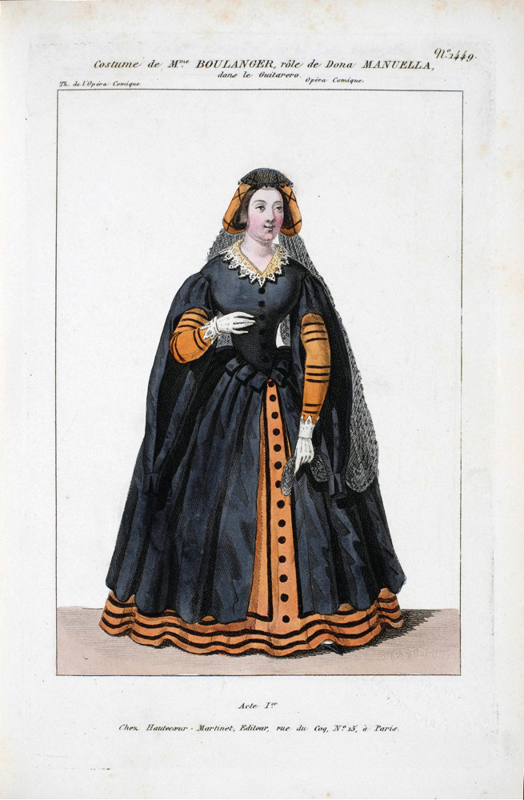
Mademoiselle Nathalie en Dona Manuela dans Le Guitarero, planche 1449 dans le volume 15 de la Petite galerie dramatique ou Recueil de différents costumes d'acteurs des théâtres de la capitale (Paris, Chez Martinet, 1796-1843).
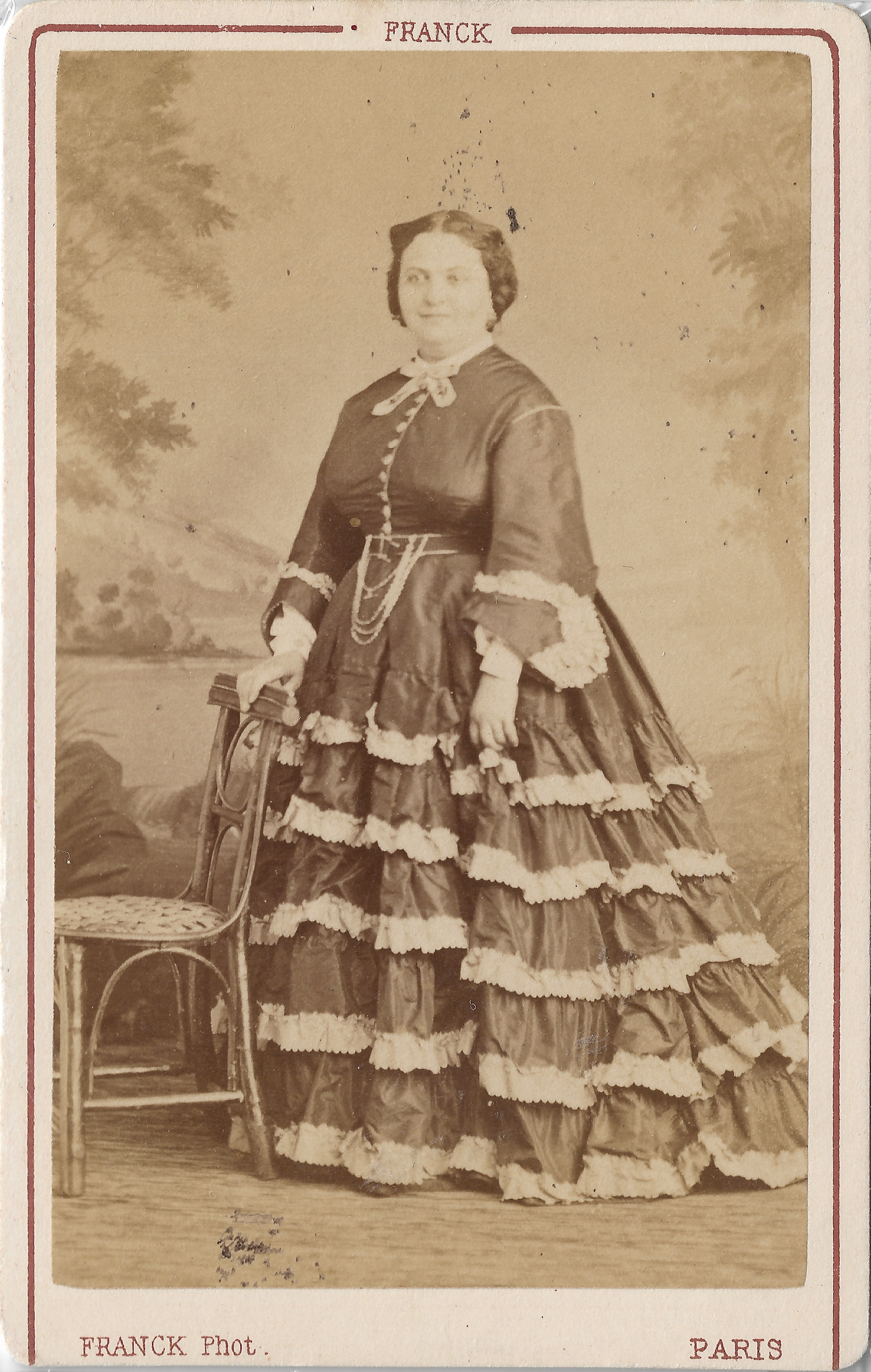
Mademoiselle Nathalie. Photographie carte de visite par le photographe Franck, 1876.

## Théâtre

### Hors Comédie-Française
- 1837 : Micaela d'Hippolyte Cogniard, Théodore Cogniard, Alphonse André Véran et Frédéric Maillard, théâtre des Folies-Dramatiques
- 1837 : La Fille de l'air d'Hippolyte Cogniard, Théodore Cogniard et Raymond, théâtre des Folies-Dramatiques
- 1838 : Un ange au sixième étage de Stephen Arnoult et Emmanuel Théaulon, théâtre du Gymnase
- 1839 : La Gitana de Laurencin et Desvergers, théâtre du Gymnase
- 1840 : Les Enfants de troupe de Jean-François Bayard et Edmond de Biéville, théâtre du Gymnase
- 1840 : Rosita de Laurencin, théâtre du Gymnase
- 1841 : Le Mari du bon temps de Charles Potron et Léon Laya, théâtre du Gymnase
- 1841 : Les Jolies filles de Stilberg de Lubize, théâtre du Gymnase
- 1843 : Le Menuet de la Reine de Narcisse Fournier, théâtre du Gymnase
- 1846 : Mademoiselle ma femme d'Auguste Lefranc et Eugène Labiche, théâtre du Palais-Royal

### Carrière à la Comédie-Française
Entrée en 1848 à la Comédie-Française, elle y est nommée 272e sociétaire en 1852, avant d'en partir en 1876.
- 1849 : L'Amitié des femmes d'Édouard-Joseph-Ennemond Mazères : la baronne
- 1849 : La Chute de Séjan de Victor Séjour : Livie
- 1849 : Deux hommes ou Un secret du monde d'Adolphe Dumas : la duchesse
- 1849 : Le Testament de César de Jules Lacroix et Alexandre Dumas : Cléopâtre
- 1849 : Gabrielle d'Émile Augier : Gabrielle
- 1850 : Charlotte Corday de François Ponsard : Mme Roland
- 1850 : Le Mariage de Figaro de Beaumarchais : la comtesse
- 1850 : Le Joueur de flûte d'Émile Augier : Laïs
- 1851 : Les Bâtons flottants de Pierre-Chaumont Liadières : une dame inconnue
- 1851 : Le Misanthrope de Molière : Arsinoé
- 1852 : Le Cœur et la Dot de Félicien Mallefille : Athénaïs Beaudrille
- 1862 : Le Bourgeois gentilhomme de Molière : Mme Jourdain
- 1864 : Maître Guérin d'Émile Augier : Mme Guérin
- 1869 : Les Faux ménages d'Édouard Pailleron : Mme Armand
- 1875 : Les Projets de ma tante de Henry Nicole : Mme Gardonnière